# Ла-Педрера
Ла-Педрера (ісп. La Pedrera) — муніципалітет на півдні Колумбії, у складі департаменту Амасонас.

## Географічне положення

Муніципалітет Ла-Педрера

Муніципалітет розташований у північно-східній частині департаменту. Межує на півночі з територією департаменту Ваупес, на заході — з муніципалітетами Міріті-Парана та Пуерто-Аріка, на півдні — з муніципалітетом Тарапака, на заході — з територією Бразилії. Абсолютна висота поселення Ла-Педрера — 79 м над рівнем моря .

## Населення
За даними Національного адміністративного департаменту статистики Колумбії, чисельність населення муніципалітету 2012 року становила 4578 осіб. Динаміка чисельності населення муніципалітету за роками:
| 2005 | 2006 | 2007 | 2008 | 2009 | 2010 | 2011 | 2012 |
| ---- | ---- | ---- | ---- | ---- | ---- | ---- | ---- |
| 3711 | 3828 | 3948 | 4069 | 4193 | 4319 | 4447 | 4578 |

За даними перепису 2005 року, чоловіки становили 52 % від населення Ла-Педрери, жінки — відповідно 48 %. У расовому відношенні індіанці становили 81,2 % населення муніципалітету; білі та метиси — 17,8 %; негри та мулати — 1 %. Рівень письменності серед місцевого населення становив 83,7 %.

## Економіка
57,1 % від загальної кількості муніципальних підприємств становлять підприємства торгової сфери, 42,9 % — підприємства сфери обслуговування. На території муніципалітету розташований однойменний аеропорт (ICAO: SKLP, IATA: LPD).